# ステイシー・ペンスゲン
ステイシー・ペンスゲン（Stacey Pensgen、1982年5月25日 - ）は、アメリカ出身の女性フィギュアスケート選手。2000年四大陸選手権2位。ペア時代のパートナーはデレク・トレント。

## 経歴
- ニューヨーク州ロチェスターに生まれ、6歳でスケートをはじめた。
- ノービス時代から女子シングル選手として活動し、JGPモントリオールでは3位。シニアクラスの2000年四大陸フィギュアスケート選手権では2位となった。
- 2001-2002シーズンを最後に女子シングルからペアに転向し、デレク・トレントと組んだ。2002-2003年シーズンの全米フィギュアスケート選手権でペア14位。
- 2004年、アマチュア引退。

## 主な戦績

### ペア
| 大会/年    | 2002-2003 |
| ---------- | --------- |
| 全米選手権 | 14        |

### 女子シングル
| 大会/年           | 1997-98 | 1998-99 | 1999-00 | 2000-01 | 2001-02 |
| ----------------- | ------- | ------- | ------- | ------- | ------- |
| 四大陸選手権      |         |         | 2       |         |         |
| 全米選手権        | 13      | 9       | 6       | 13      | 17      |
| ネーベルホルン杯  |         |         |         | 4       |         |
| JGPモントリオール |         |         | 3       |         |         |
| JGPサルコウ杯     |         |         | 4       |         |         |